# Dueville
Dueville (IPA /due'ville/, Doviłe in veneto, [do'vie]) è un comune italiano di 13 617 abitanti della provincia di Vicenza in Veneto.
Il territorio del comune è attraversato dalla Strada provinciale 248 Schiavonesca-Marosticana, che unisce Vicenza a Bassano del Grappa, e comprende, oltre alla sede comunale, tre frazioni: Povolaro, la più grande, situata a sud est del capoluogo, Passo di Riva, a nord est e Vivaro, a sud ovest.
Le Sante patrone del capoluogo sono Santa Maria e Santa Fosca, ma la festa principale è la fiera di Sant'Anna, il mercoledì successivo la festa della santa che è il 26 luglio.

## Geografia fisica

### Territorio
Il comune di Dueville si trova a dieci chilometri a nord-est della città di Vicenza, attraversato dalla statale marosticana che da Vicenza porta a Marostica. Confina coi comuni di Montecchio Precalcino, Villaverla, Caldogno, Vicenza, Monticello Conte Otto e Sandrigo.

A nord-est, poco a sud di Passo di Riva, è attraversato dall'autostrada A31 Valdastico.
Il territorio è totalmente pianeggiante. A ovest è presente l'area chiamata "Bosco di Dueville"', ricca di risorgive e dove si trovano le sorgenti del fiume Bacchiglioncello. Quest'ultimo si unisce tra Vivaro e Cresole col Leogra-Timonchio e il corso del fiume prende a questo punto il nome di Bacchiglione. Gli altri corsi d'acqua del territorio, a carattere torrentizio, sono l'Astico a nord-est, dove segna il confine col comune di Sandrigo, e l'Astichello, formato dall'unione di una serie di canalette a Montecchio Precalcino e che taglia il territorio duevillese da nord a sud, fino al comune di Monticello Conte Otto.

## Storia

### Toponimi
L'origine del nome "Dueville" non è ancora appurata con certezza, ma probabilmente si riferisce all'unione di due villaggi che si trovavano nel territorio (forse uno autoctono e uno longobardo), dando vita ad un paese più grande, o alla presenza di molte ville nel territorio circostante. Un'altra discussa etimologia vuole che il nome derivi dal latino Villa de duabus villis ossia un villaggio formato dall'unione di due nuclei abitativi, poiché il territorio poteva essere inteso come punto d'incontro fra due centuriazioni romane (Thiene e Marostica).
La parola villa comincia ad essere usata a fine medioevo, quando il termine latino vicus (villaggio) viene sostituito. Quindi villa e vicus indicano un agglomerato di case che formano un nucleo abitativo; oggi si utilizza per lo stesso concetto la parola paese. Il termine villico indicava fino ad un solo secolo fa, l'abitante del vicus/villa/paese di campagna, quindi di solito un agricoltore, che poteva anche essere un lavoratore qualsiasi.
La frazione "Povolaro" deve il nome alla presenza dei pioppi, "povoła" in Lingua veneta. Il nome latino del pioppo è Populus nigra o alba a seconda del colore del sottofoglia.

Poiché però il territorio era anticamente paludoso in alcune aree, il toponimo potrebbe anche derivare dal termine greco arcaico per palude, da cui padus, palù, polesine, polesella e tutte le varianti relative.
Bisogna pensare che l'idrografia è totalmente cambiata solo dal 1820, quando la rotta ad est del Timonchio, portò a creare una palude ad est di Caldogno, mentre prima l'alveo era quello che da Capovilla scendeva a Vicenza tramite l'attuale via Bozzi, via Cà Alta e via Summano; le due ultime indicano già di per sé un'altura, perché tale rimase l'ex alveo pensile sassoso del Timonchio, utilizzato come strada carrabile non fangosa di campo, quando le acque ruppero la minima riva esistente. Il piano d'alveo era di circa 3 metri sul piano medio di campagna, oggi spianato dai cavatori di "stabilizzato" stradale o industriale, ma ancora presente in alcuni punti del territorio calidonense.
Il nome della frazione "Passo di Riva" si riferisce al vicino torrente Astico, in quanto per andare verso nord era necessario guadarlo, cioè "passare la riva", data la mancanza di un ponte.
Il toponimo "Vivaro" deriva dal latino vivarium, indicante un recinto o un'area per l'allevamento di animali o pesci vivi, da cui la parola italiana vivaio per indicare la coltivazione di piante destinate alla vendita. È ipotizzabile la presenza di un importante allevamento di animali che poi venivano venduti al mercato.

### Epoca preromana
Nella preistoria tutto l'alto vicentino era coperto di foreste, percorse da fiumi e da torrenti. Nel territorio di Dueville, a valle della zona delle risorgive, si aprivano vaste paludi verso est e sud, probabilmente disabitate e malsane, mentre la parte a nord era ricoperta in parte dai ghiaioni dell'Astico. Vista la conformazione del territorio si può supporre che il territorio di Dueville fosse percorso da bande nomadi, nonostante non siano mai state rinvenute testimonianze archeologiche anteriori all'epoca romana.
In una prima fase il territorio a sud del vicentino venne occupato dagli Euganei, poi dagli Etruschi. Solo più tardi arrivarono i Veneti, popolo indoeuropeo di provenienza nordica, forse baltica, che si insediò anche nel territorio pedemontano, portatore di una civiltà basata soprattutto sull'allevamento dei cavalli. I veneti solevano percorrere piste naturali come i fiumi, e queste includevano le valli del Leogra, dell'Astico e del Brenta a Vicenza. Su tale direttrice nacque probabilmente l'abitato di Dueville; non esistono, tuttavia, testimonianze sicure.
Nel 90 a.C. il territorio fu conquistato dai romani e annesso alla provincia della Gallia Cisalpina.

### Epoca romana
Situata una decina di chilometri a nord della città romana di Vicetia, Dueville era solcata da varie strade, di cui la più importante era la via dell'Astagus, che attraversava tutto il territorio comunale da sud a nord: essa era un'importante arteria commerciale da cui confluivano le merci provenienti da nord verso Vicetia.
A conferma della presenza romana nel territorio di Dueville, sono state trovate alcune testimonianze archeologiche: nel 1783 furono rinvenuti tre sepolcri romani formati da quadroni in cotto con iscrizioni latine; otto anni dopo, un altro sepolcro fu scoperto presso la località Sant'Anna (Ca' Scudella), mentre a Vivaro fu rinvenuto un cippo allungato con la scritta Via Priv. P. C. Attiliorum. Tuttavia, i due più importanti siti del territorio si trovano l'uno fra Povolaro e Vivaro, l'altro in via Sant'Anna e via Corvo: sono stati trovati manufatti, resti di mura, monete.
In documenti del 1300 è riportata l'esistenza di una fortificazione romana: si presume che essa potesse essere ubicata in via Grumello (forse da grumus, rialzamento del terreno) o in via Reonda (forse da rotunda); quest'ultima rappresenta una conformazione circolare che può ricordare una fortificazione o una torre.
Alla caduta dell'Impero romano d'Occidente, nel 476 d.C., e dopo le vicissitudini legate ai regni romano-barbarici, il territorio fu conquistato dai Bizantini con la Guerra greco-gotica, ma fu subito perso per la discesa dei Longobardi nel nord Italia.

### Alto medioevo
Nel 1911 all'interno di una sepoltura longobarda fu trovata una crocetta d'oro, che è conservata al museo di Santa Corona a Vicenza. Essa testimonia come la cultura romana aveva già influenzato quella longobarda: infatti, il tumulare corpi con una crocetta era una pratica tipica dell'area mediterranea, ma le croci rinvenute sono indiscutibilmente di manifattura longobarda (con motivi pagani), e ciò testimonia l'influenza reciproca fra i due popoli. Essa presenta quattro figure frutto di una religiosità elementare, con disegni rituali la cui funzione era scacciare i malefici; sui bracci della croce si trovano inoltre due personaggi, entrambi circondati da animali intrecciati, ma uno presenta un dito più lungo degli altri, e il bordo è perlinato; vi sono inoltre otto piccoli fori sul bordo, che servivano a cucire la croce sul corpo del defunto.
La rilevanza archeologica di Dueville, nonostante l'importanza del territorio già in epoca romana, è tuttavia legata all'epoca longobarda. La zona settentrionale dell'attuale capoluogo divenne infatti in questa epoca il cimitero del paese che si trovava più a nord, probabilmente verso Montecchio Precalcino e faceva parte del Ducato di Vicenza.
A Dueville, infatti sono stati ritrovati i resti di più necropoli. Nel 1911 furono ritrovate 15 tombe, in cui furono rinvenuti 12 coltelli, 4 spade, 8 scramasax, 2 cuspidi da lancia, 1 umbone, 4 armille, 1 anello d'oro, 2 vasi di ceramica e una prestigiosa crocetta d'oro. Non era il primo caso di ritrovamenti del genere in questa zona; anche nel vicino comune di Montecchio Precalcino ci sono stati ritrovamenti simili, che testimoniano la forte presenza di questo popolo nella zona. Nel 1954 sono stati effettuati gli scavi di altre quattro tombe in località Belvedere e quattro in via IV Novembre. Tutte le tombe si trovavano a circa 60 cm di profondità. Notevole il ritrovamento della crocetta d'oro, ora esposta al museo di S. Corona a Vicenza.
Sono state rinvenute altre vaste necropoli a volte estese oltre il territorio comunale o in territori di proprietà privata. Nel 1993 furono scoperti altri due lotti, ancora allo studio, nella cosiddetta Area Ronzani (in via Matteotti), contenente più di 200 sepolture: si tratta quindi di una necropoli molto estesa, fra le più importanti d'Italia per quanto riguarda l'epoca longobarda. Si presume che in quest'area possano rinvenirsi in futuro altre vaste necropoli. Quest'area contiene tombe generalmente di gente povera, mettendo in evidenza episodi di vita quotidiana, ma non mancano fibule d'argento, scramasax (spade), pugnali ed altro materiale riferibile ai guerrieri oppure anche anelli; vi sono inoltre sepolture di bambini. Ogni tomba conteneva un pettine d'osso, dei coltelli e, nelle tombe femminili, dei bracciali di bronzo. Un importante sito contiene una tomba con un muretto di sostegno di ciottoli al cui interno è stata rinvenuta la sepoltura di un animale (probabilmente un cavallo): da come si evince dal sito studiato, essa era stata probabilmente già saccheggiata in epoca medievale.
La presenza longobarda nel territorio è testimoniata anche da vari toponimi di tale origine, come S. Fosca, S. Maria Etiopissa e S. Michele. Si deve inoltre sottolineare che il sito archeologico longobardo di Dueville testimonia la modalità d'insediamento nel Nord Italia della popolazione longobarda: infatti il villaggio longobardo era situato a poche centinaia di metri da quello dei più antichi abitanti (forse da qui il nome del paese). Altro importante sito risalente all'epoca longobarda (o forse precedente) è l'abbazia benedettina di Santa Maria Etiopissa, situata in località Pilastroni. La chiesetta esistente fu donata dai nobili Da Vivaro ai monaci dell'Abbazia di Pomposa e ciò favori la costruzione di un monastero benedettino attiguo, i cui monaci si occupavano, durante l'Alto Medioevo, della bonifica del territorio e della conversione dei Barbari.
Alla caduta dei longobardi il territorio di Vicenza divenne parte del Sacro Romano Impero. Fu devastato dagli Ungari, trovando stabilità sotto la dinastia degli Ottoni, quando divenne una signoria vescovile.

### Basso medioevo
Nel XII secolo fu fondato il comune di Vicenza (secondo gli storici nel 1147) e il territorio di Dueville divenne parte del suo contado. Dopo le vicissitudini che la città di Vicenza dovette soffrire nei secoli XIII e XIV, il territorio divenne per breve tempo parte del Ducato di Milano e fu in questo periodo che giunsero a Vicenza i membri della famiglia che di più avrebbe influenzato Dueville: i Monza.
Essi, originari di Milano, si stabilirono nella città Berica, avviando lucrosi commerci con raggio d'azione fino a Venezia; nel 1396 Alberto Monza ottenne la cittadinanza della Serenissima, che nel 1404 ottenne la dedizione del territorio vicentino. Questa famiglia borghese era composta da mercanti (soprattutto di lane e tessuti), notai, proprietari terrieri, bancari, investitori; alcuni di essi giunsero a essere membri del Gran Consiglio di Vicenza; i Monza divennero quindi una fra le dieci più importanti famiglie della città.
I Monza acquistarono quindi il territorio di Dueville: risiedevano a Vicenza, ma utilizzavano il loro possedimento fondiario per costruirvi tenute signorili di svago e per le coltivazioni agricole.

### Età moderna
A Dueville i Monza potevano esercitare un potere quasi assoluto e divennero i signori incontrastati del territorio. Poche altre famiglie di Vicenza potevano esercitare un potere simile, come i Bissari a Costabissara, i Traverso a Alonte e i Pisani a Bagnolo. Essi esercitavano poteri di origine feudale: l'amministrazione della giustizia fino a cinque lire, la facoltà di redigere estimi, l'amministrazione fiscale, l'elezione dei rappresentanti della comunità, i diritti di caccia e pesca e le decime.
Nel Cinquecento la popolazione locale tentò di togliere ai signori alcuni di questi privilegi, ma senza risultati: solo nel secolo successivo i Monza persero alcuni poteri, anche per via della politica della Repubblica di Venezia che favoriva i contrasti coi nobili da parte delle popolazioni locali, così da indebolirli. I Monza risposero nel 1627 con l'assassinio del rappresentante del comune, Francesco Rizzolo; i colpevoli furono subito identificati e processati dai tribunali della Serenissima, che li condannarono a 10 anni di esilio a Zara. Il dominio della famiglia iniziò così a declinare. Nella seconda metà del '700, un ramo della famiglia si estinse causando una lunga disputa ereditaria. Tuttavia la famiglia conservò gran parte del suo prestigio: nel Settecento furono costruite altre ville e furono completate opere di disboscamento e di modernizzazione del paese.
Nel Seicento a Povolaro predominava la piccola e media proprietà, mentre a Vivaro era presente il grande latifondo, con famiglie nobili come gli stessi Monza e i Da Porto.

### Età contemporanea
Alla caduta della Repubblica di Venezia nel 1797 ad opera di Napoleone, il territorio fu ceduto come tutto il territorio della Serenissima all'Austria, col trattato di Campoformio del 1798. La famiglia dei Monza passò quasi indenne anche il periodo di dominazione austriaca.
Il territorio di Dueville rimase parte del Regno Lombardo-Veneto fino alla terza guerra d'indipendenza, nel 1866, quando fu annesso al Regno d'Italia. La famiglia Monza rimase ancora influente: Alessandro Monza fece parte più volte del Consiglio Comunale. La famiglia si estinse nel 1917, quando l'ultimo maschio morì combattendo durante la prima guerra mondiale sul Monte Ortigara. In tale periodo furono costruite due importanti arterie della provincia passanti per Dueville, la strada Marosticana (poi SS 248) e la cessata tranvia Vicenza-Bassano.

Lo stemma del comune di Dueville.

Nel 1911 il territorio del comune contava circa 5 500 abitanti. Assunsero notevole importanza all'inizio del XX secolo le grandi industrie, come lo stabilimento Lanerossi nel cuore di Dueville, che impiegava 600 operai. Altre industrie di notevole importanza erano il Canapificio Roi (circa 35 operai), la fornace Tagliaferro (circa 50 operai), l'antica cartiera, due latterie sociali, sei mulini, una segheria, due officine meccaniche (in tutto circa 80 operai). Nel 1929 si conferma la presenza di piccole aziende nel territorio, come piccole aziende meccaniche, aziende della calce, mulini.
La popolazione del territorio, in questo periodo era composta prevalentemente da contadini-operai, che lavoravano sia in fabbrica sia i loro campi.
Dopo la Seconda Guerra Mondiale Dueville è diventato un comune della provincia di Vicenza di dimensioni medio-grandi, arrivando a contare quasi 14 000 abitanti nel censimento del 2011.

### Stemma del comune
Lo stemma è stato riconosciuto con decreto ministeriale del 23 aprile 1931, mentre il gonfalone comunale era stato approvato con decreto del 16 febbraio 1931.
Nello stemma sono raffigurati due cavalieri romani, uno vestito di bianco che cavalca un cavallo rosso; il secondo vestito di rosso, cavalca un cavallo bianco. I due cavalieri si stringono reciprocamente la mano in segno di pace.

## Monumenti e luoghi d'interesse

### Architetture religiose

#### Chiese parrocchiali
Dueville costituisce un vicariato della diocesi di Vicenza; le chiese parrocchiali del territorio sono tutte di recente costruzione.
- La più antica è la chiesa di Povolaro, dedicata a San Sebastiano, riedificata fra il 1909 e il 1915, che conserva una pala di Tommasino.
- La chiesa di Vivaro, dedicata ai SS. Girolamo e Bernardino, fu consacrata nel 1944.
- La grande chiesa parrocchiale di Dueville è dedicata a Santa Maria (sulla facciata principale al centro del timpano è raffigurata una croce con la scritta Virgini Nascenti) e fu costruita tra il 1928 ed il 1955; da evidenziare gli interni monumentali e gli affreschi di Agostino Pegrassi: l'affresco absidale, che ha una dimensione di ben 263 m², fu dipinto nel 1945 e rappresenta l'apoteosi celeste e terrena della Madonna; notevole anche l'affresco rappresentante il Battesimo di Gesù, nella cappella del Battistero. Sul retro, all'interno dell'abside della precedente chiesa parrocchiale, è visitabile Evangelium, un eccezionale "presepio" con statue semoventi in scala 1:1, che non si limita alla sola Natività, ma percorre i momenti focali della Bibbia e l'intero arco della vita di Cristo. La parrocchia è intitolata a Santa Maria e a Santa Fosca.
- Ancor più recente la chiesa parrocchiale di Passo di Riva, la cui patrona è Santa Maria del Rosario.

### Ville e residenze rurali

#### Villa da Porto-Pedrotti

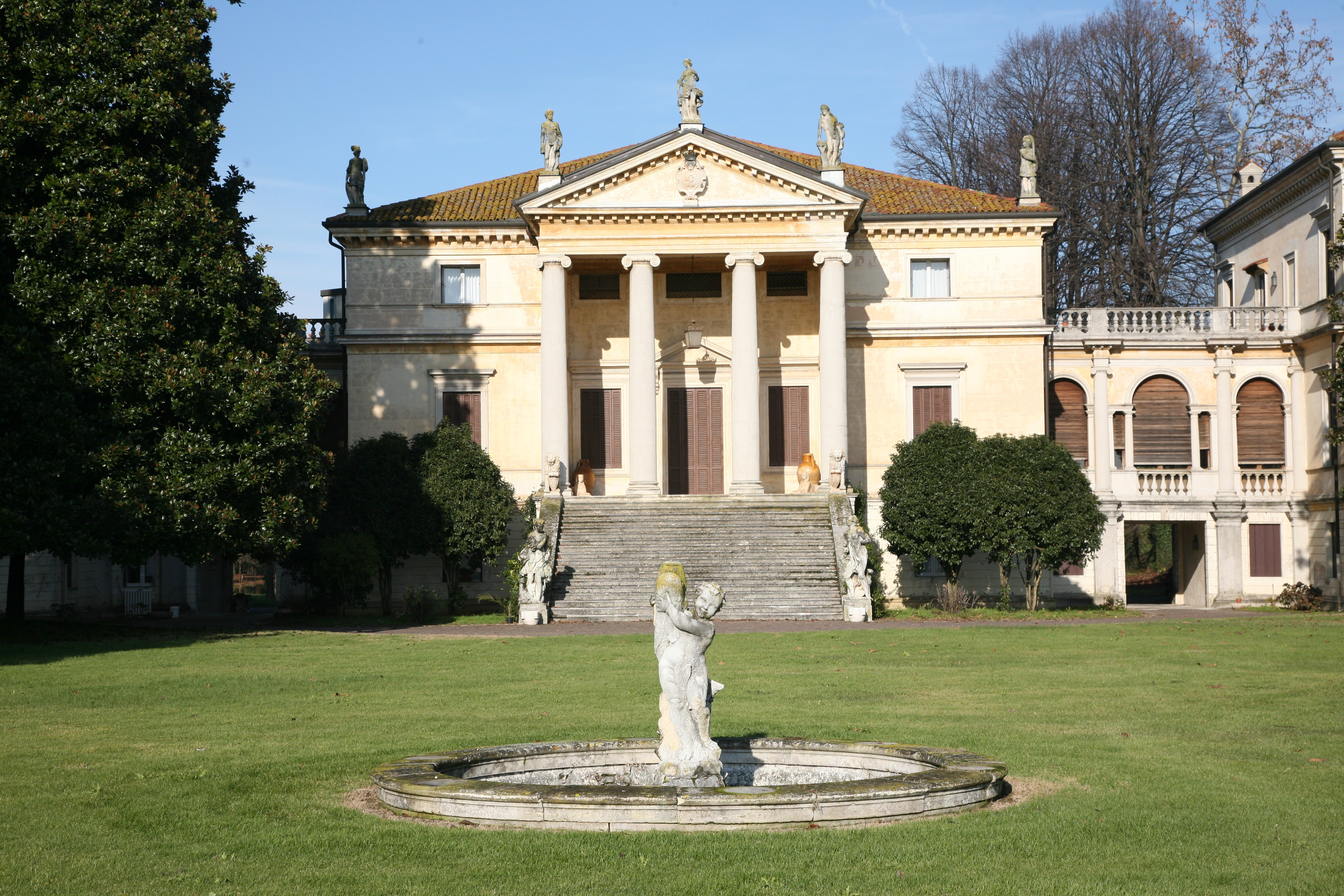
Villa Porto a Vivaro

Villa fatta costruire dalla famiglia Da Porto a Vivaro, residenza tuttora di proprietà privata, che qualcuno ha attribuito alla mano di Palladio; le due ali laterali furono aggiunte da Antonio Caregaro Negrin nella seconda metà dell'Ottocento; la cappella gentilizia è dedicata a San Gaetano Thiene.

#### Villa Da Porto Casarotto

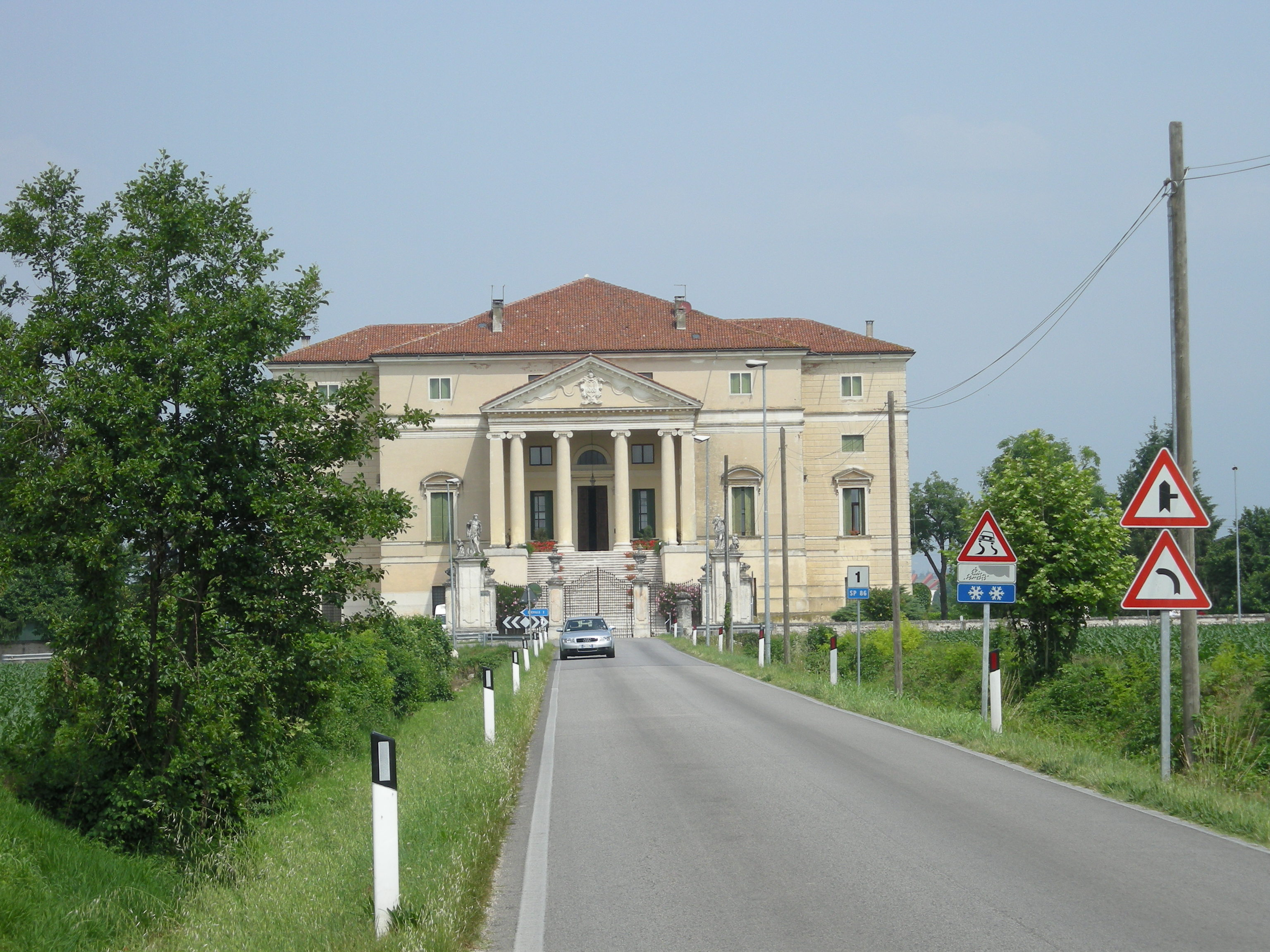
Villa da Porto Casarotto

Maestosa residenza in località Pilastroni, commissionata dai Da Porto dal 1774 al 1776 su disegno di Ottone Calderari; rimasta in parte incompiuta, domina il paesaggio circostante. Vicino si trova l'Oratorio Porto, sempre progettato da Calderari fra il 1774 e 1776, con un ricco corredo decorativo di statue e stucchi di Francesco Leoni, affreschi di Paolo Guidolini e pala d'altare di Giacomo Ciesa. Situata in località Pilastroni, si eleva al termine di uno scenografico viale rettilineo che si diparte dalla Statale Marosticana. La villa presenta un'ampia scalinata che accede ad un maestoso pronao ionico; nel suo progetto originario, la villa avrebbe dovuto essere affiancata da due ali rientranti, che avrebbero dato una incredibile maestà all'edificio. A sinistra della Villa sorge un grande rustico della fine del Settecento, dominato al centro da un orologio.

#### Villa Monza

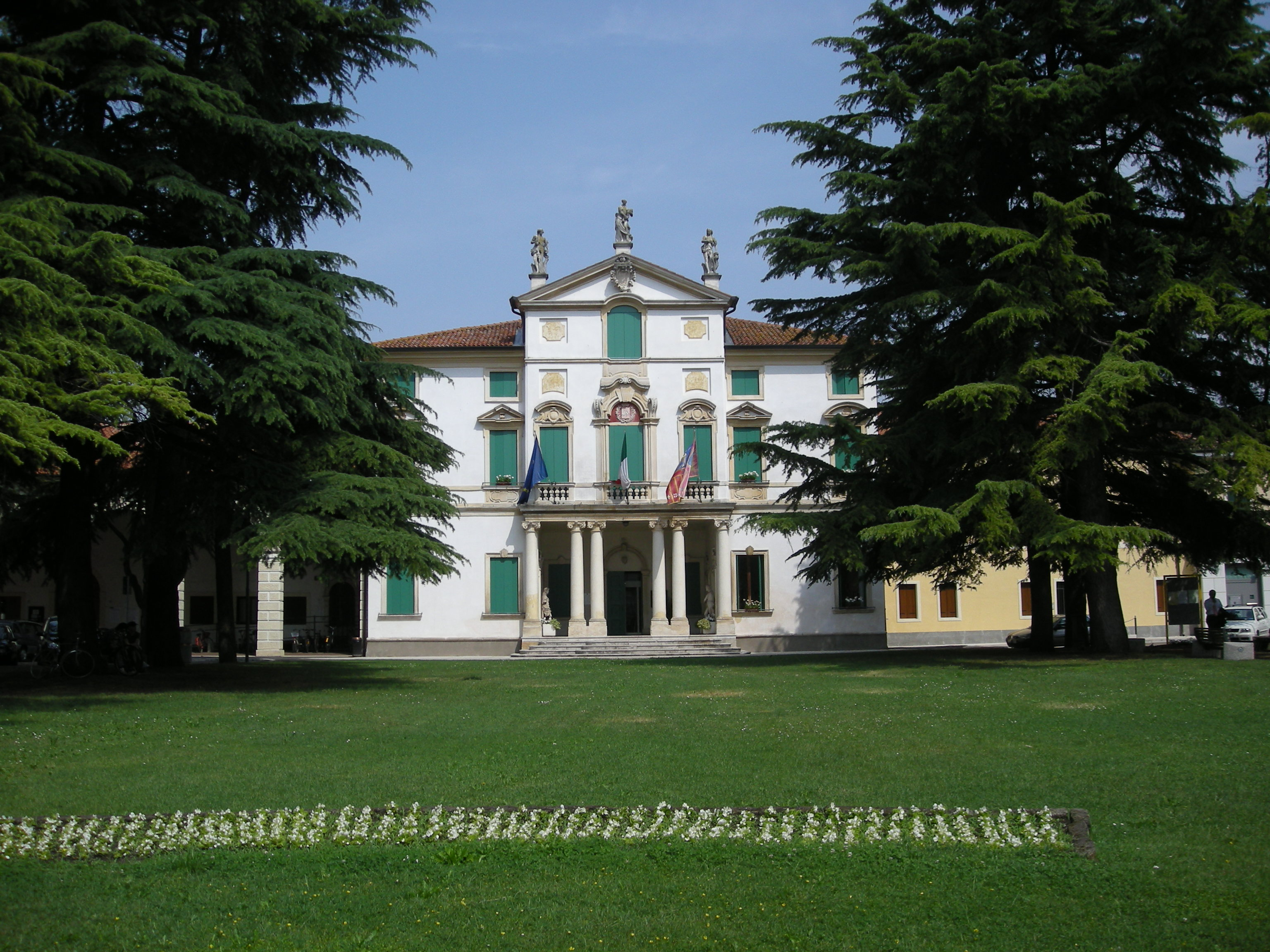
Villa Monza

Si trova nella piazza principale di Dueville ed è sede del municipio; fu fatta realizzare nel 1715 dai fratelli Monza e viene attribuita all'architetto Francesco Muttoni; all'interno, tuttora coperti dall'intonaco, vasti affreschi di paternità ignota.
I tre piani della costruzione s'innalzano nel centro segnato da loggia ionica al pianterreno; finestre con elaborate cornici al piano nobile, terzo piano sormontato da frontone decorato di stemma gentilizio e statue acroteriali della scuola del Marinali. All'interno, sotto strati di calce, si nasconderebbero affreschi attribuibili, secondo alcuni, al Carpioni. L'iscrizione dell'architrave indica il nome dei primi proprietari e l'anno di compimento dell'edificio: Pavlvs et Carolvs Montia fratres Mvtii filii anno salvtis MDCCXV.
L'edificio fu acquistato dal comune nel 1872 e ne diventò la sua sede ufficiale negli anni successivi.

#### Barchessa di Villa Monza
Vasta barchessa fatta costruire nel Seicento dai Monza, ora restaurata e sede dell'oratorio parrocchiale (ritornata tale dopo una pausa terminata nel 2005 causa restauri).

#### Oratorio di Sant'Antonio
Eretto nel 1679 per volere di Antonio Monza, restaurato; si trova a poca distanza dalla Barchessa.

#### Villino Monza-Maccà
Villino del Quattrocento, è la più antica residenza signorile; è sede della biblioteca. Presenta una facciata di tipo veneziano, in stile tardogotico, ornata di affreschi.

#### Villino Rossi
Edificio del XVII secolo con portico e loggia, situato nella piazza di Povolaro. Restaurato, era una dimora di campagna seicentesca, a metà strada tra la villa nobiliare e l'architettura spontanea rurale.
 
Il corpo residenziale è caratterizzato da un portico costituito da cinque arcate a tutto sesto sorrette da colonne; al piano superiore si apre una loggia di sapore vagamente toscaneggiante, che ripete la scansione dell'ordine sottostante, sempre con colonne di analogo stile reggenti l'architrave su cui poggia il tetto. All'interno, restaurati, affreschi di mano locale. I corpi laterali sono di qualità nettamente inferiore, ma, specialmente nelle ex stalle, sicuramente interessanti per tipologia e dimensioni.

Il complesso, dopo il restauro, ospita, oltre a vari eventi, le numerose associazioni di Povolaro, tra le quali il famoso Complesso Bandistico Vincenzo Bellini.

#### Villa "Patrizia" Fadinelli-Berdin
Di stile neoclassico, la villa venne costruita lungo la Statale Marosticana a Povolaro dal nobile Bonaventura Fadinelli, Vicario del Vescovo di Vicenza, alla fine del '700; la villa è racchiusa da un gran parco, sul quale si apre la poderosa facciata, al centro della quale spicca la loggia pentapartita su colonne, sovrastante un porticato simmetrico ad archi.

#### Villa Salvetti-Carletti
Si trova a Povolaro.

#### Villa Colpi-Salvetti
Si trova in centro a Povolaro ed è un villino dalle belle forme, restaurato dal comune per ospitarvi una comunità di suore, ora non più presente, al servizio della locale scuola materna comunale. Caratteristica l'armoniosa trifora che si apre sul parco.

#### Rustico Ramina
Rustico del Cinquecento situato in Via Revoloni a Dueville.

### Siti archeologici
I già citati siti romani e, soprattutto, le necropoli longobarde contribuiscono a rendere Dueville un centro archeologico importante della Provincia di Vicenza.

### Archeologia industriale
Dueville ha una lunghissima storia di attività artigianali e industriali, che ne differenziano l'identità rispetto ai comuni contermini. 
La Cartiera di Vivaro di Dueville.
Iseppo Porto in una notifica di possesso delle acque del 1595: “ ... item dechiaro io Iseppo suddetto di possedere la Roza dell'acqua suddetta et per l'acquisto da me fatto da Zannin e fratelli Buosi,  delle due Rode di molino, che servivano a masenar grano de ragion di essi Buosi, et hora servono a doi rode per far carta, la qual Roza ha sempre servito a memoria hominum alle suddette due rode di mollini et hora di carta; Item depoi dico possedere una roza di acqua del Bachiglione per servitio di una cartiera che io possedo in Due Ville, et alle quali sono anco destinate et obbligate tutte le acque superiori, et circonvicine”. (cartiera del Bosco di Dueville).  A.S.V. P. s.B. I. busta 654, c. 22. Notifica di Iseppo q. Giovanni e Lunardo q. Mutio del q. Giovanni del 18-8-1595. (Storia di Dueville, Neri Pozza Editore, 1985, pag. 1077-8-9).
La Cartiera, con i suoi macchinari in legno risalenti ai secoli trascorsi (come un maglio batticarta del 1700 e una macchina per produrre "Carta Paglia") ora non è più visitabile. Il suo stato di conservazione è infatti assai precario, nonostante si tratti di un monumento unico nella provincia di Vicenza.
La seconda e più antica cartiera
Le prime notizie sono del 1400, ma se ne presume l'esistenza già da qualche secolo: " il riferimento per la proprietà della cartiera va fatto in questo momento a Gaspare Monza, figlio di quell'Alberto che acquistò in data 11.2.1407 da Cortesia Sarego i possedimenti di Dueville; è noto in particolare per l'iniziativa dell'erezione della chiesa parrocchiale di Dueville nel 1480. La cartiera viene pure menzionata tra i beni lasciati agli eredi da Gaspare Monza nel proprio testamento in data 7.12.1491. Iseppo Porto notifica possesso delle acque del 1595: Item de poi dico di possedere una roza di acqua del Bachiglione per servitio di una cartiera che io possedo in Villa di Due Ville, et alle quali sono anco destinate et obbligate tutte le acque superiori, et circonvicine; et tra le altre l'acqua detta Bettaviva et le acque tutte che servono alli molini che erano delli Bolzani in Noveledo, et hora sono delli heredi del magnifico D. Francesco Ghelino, che tutte fanno il fiume Bachiglione per l'uso di essa antiquissimo che non vi è memoria di huomini in contrario per me acquistata da madama Laura Salona in questa città ...” A.S.V. P. s.B. I. busta 654, c. 22. Notifica di Iseppo q. Giovanni e Lunardo q. Mutio del q. Giovanni del 18-8-1595. (Storia di Dueville, Neri Pozza Editore, 1985, pag. 1077-8-9)."
Canapificio Roi
Un terzo edificio di notevole importanza è il Canapificio Roi, alimentato dalle acque della Roggia Molina.
La storia e le origini del sito: edificio con mulini di pertinenza della villa Da Porto (ora Pedrotti) che fu di proprietà dei conti Vivaro (presenti sul territorio dal IX secolo sino al 1339, data dello sterminio da parte di Mastino II degli Scaligeri).
Paolo Dal Nevo (Nievo) acquistò nel 1407 insieme al fratello Deifabo dalla Camera Fiscale di Vicenza la decima di Vivaro con tutti i diritti e proventi ad essa connessi.
I beni di Vivaro vengono in seguito portati alla famiglia Porto come possesso personale di Elisabetta dal Nievo sposata con Lunardo q. Simon Porto, dopo averli ricevuti in eredità dal padre Paolo dal Nievo, il quale aveva testato nel 1450 a favore delle uniche due figlie Agnese ed Elisabetta. (testamento di Paolo Nievo 1450-15.4, notaio Gasparo Tomasini, ASVI Archivio Ferramosca, b. 57, Segn. All.E, Not. Francesco Maria).
Che i possessi di Vivaro provengano, almeno nel loro nucleo iniziale, da questa parte lo conferma l'albero genealogico dei Porto, aggiornato al 1795. Elisabetta istituisce come propri eredi i figli Pietro, Simone, Paolo, Bartolomeo e Lunardo in parti uguali. Beni poi pervenuti tutti nelle mani di Lunardo detto postumo perché nato dopo la morte del padre (1463 ca- 1545). Con divisione, nel 1554 la “Parte del Molin di campi 324 più la ... casa e fabriche e li edifici del Molin et Sega... e “...il bosco grande di campi 102...” pervengono al figlio Paolo. La “Parte del Molin“ si riferisce ai Molini Porti attigui alla villa con 324 campi con “casa e fabriche e li edifici del Molin et Sega“ (ex opificio Roi). Ciò trova conferma nella divisione del 1554 tra i figli del defunto Lunardo: la “Parte del Molin” che va al conte Paolo comprende appunto un molino e una sega posti, sul corso d'acqua detto “Santa Maria“ che da Dueville scende a Vivaro. Paolo muore nell'anno 1585 e l'eredità passa al figlio Iseppo, il quale riesce a riunire nella sua persona la parte lasciata da Simone q. Lunardo al fratello Pietro, morto senza figli maschi. In una dichiarazione sui possedimenti Iseppo, nipote ed erede del Conte Paolo dice: “et per di più havere il predetto domino Iseppo una roza di acqua qual si dimanda S. Maria, sopra la quale ha una posta di molini et una sega da legnami; la qual roza vien dalla Villa di Dueville”. (Il molino e sega erano nello stesso edificio). (Storia di Dueville, Neri Pozza Editore, 1985).
Il Cav Giuseppe Roi senior acquistò nel 1868 dal conte Giuseppe Porto l'opificio di tre ruote, (istromento notaio Dott. Marotti in Camisano il 16 aprile 1868 n. atto 1761 a.s.vi.) e lo tramutò in opificio per la lavorazione della canapa e lino mosso dalle acque della "Roza Molina" a mezzo di una ruota a turbina.
Stazione ferroviaria
La stazione ferroviaria della strada ferrata Vicenza-Dueville-Thiene-Schio viene inaugurata nell'agosto 1876.
Il consigliere Comunale Gaetano Busnelli scrive: ”Un'epoca di rinascimento ebbe inizio con l'inaugurazione della ferrovia”. L'ampliamento del mercato e l'accelerazione degli scambi consentiti dalla strada ferrata aprono nuovi sbocchi ed opportunità per la produzione locale, richiamano i capitali e le iniziative, stimolano il commercio e gli investimenti.
La base produttiva, agricola ed industriale-manifatturiera, viene ampliandosi in questi anni: alla fine del decennio 1870-1880 esistono in Comune lo stabilimento tessile del Roi, che occupa 150 operai, la cartiera Busnelli con 20 addetti, una fabbrica di calce, mulini, segherie e fabbriche d'olio; negli ultimi tempi sono state impiantate una corderia, una manifattura di scatole e di pattini d'osso, una coltelleria e tre latterie private.
Relazione Camera Commercio 1890-1891: lo stabilimento di tessitura di Dueville era dotato di un motore a vapore di riserva della forza di 12 hp e di una turbina di 18 hp. Nel 1906 l'ing. Silvio De Pretto ha fornito una turbina idraulica Matr. 263 al Marchese Roi Giuseppe Junior, installata a Vivaro con motto VIVARO/1906. Trattasi della turbina "RAPIDE DOPPIA" indicata come "Turbina aspirante Ercole". La turbina è presente nel sito ora di proprietà di Ignazio Fabris, dopo l'acquisto delle proprietà fatto nel 1997.
Rimane ancora da recuperare anche la vasta fabbrica Lanerossi, dismessa da decenni, che rappresenta un patrimonio di archeologia industriale prezioso. Il vastissimo edificio è adiacente al centro di Dueville e rappresenta per l'amministrazione comunale una sfida sempre aperta in vista del suo recupero.

### Luoghi di interesse naturalistico
- Parco dell'acqua delle risorgive, di interesse europeo, che si estende anche ai comuni di Caldogno e Villaverla. L'acqua delle montagne vicine (alte oltre i 2000 metri) filtra attraverso le conoidi alluvionali della pedemontana per ritornare in superficie nelle terre a nord di Vicenza. La quantità d'acqua è talmente consistente da alimentare gli acquedotti di vasta parte del Veneto, anche se tale ricchezza è compromessa dall'eccessivo emungimento e dall'inquinamento delle falde (senza fonte).
- Il Bosco: polmone verde che ricorda nel nome l'area boscata, anticamente estesa, ridotta a pochi lacerti. Notevole comunque è la presenza delle alberate e di una flora e fauna ancora ricche. L'area è invitante per escursioni a cavallo e in bicicletta.

## Società

### Evoluzione demografica
Abitanti censiti

## Cultura

### Istruzione

#### Biblioteche
Nel capoluogo vi è la Biblioteca civica, che fa parte della rete di biblioteche vicentine "Biblioinrete", insieme alla maggior parte della biblioteche appartenenti alla Rete Bibliotecaria Vicentina.

#### Università
A Dueville vi è una delle sedi dell'Università degli adulti/anziani del Vicentino.

## Geografia antropica

### Frazioni
Il territorio ha tre frazioni: Povolaro, la più grande a sud-est; Passo di Riva a nord-est; Vivaro, la più piccola, a sud-ovest:
- Povolaro [povolaro], in veneto Povołaro [povoɰaro]: è la più grande e popolosa, conta circa 3 500 abitanti.[senza fonte] Si trova a sudest del comune, lungo la Statale Marosticana Schiavonesca. A sud del paese vi è una grande zona industriale, la più grande del comune. Oltre la zona industriale, a sud, vi sono le località "Chiuppese", "Pilastroni" e "Trescalini". Il patrono della frazione è San Sebastiano. Sotto il profilo storico si trovano diversi edifici d'interesse: il Villino Rossi, Villa Carletti e Villa Patrizia.
- Passo di Riva [passo di riva], in veneto Paso de Riva [paso de riva] o [pasoeriva]: è la seconda frazione per numero di abitanti; si trova a nordest, sempre in corrispondenza del ponte sul torrente Astico della Statale Marosticana. La chiesa è intitolata a Santa Maria del Rosario.
- Vivaro [vivaro], in veneto Vivaro [vivaro]: è la frazione più piccola, che però si sviluppa in un vasto territorio, a causa dell'intercalare di case a campi. Qui si trovano Villa da Porto-Pedrotti e Villa da Porto-Casarotto. Spostandosi a nordovest del paese si raggiunge il cosiddetto "Bosco di Dueville". A nord del paese sorge l'antica cartiera di Vivaro.

### Altre località
Nei pressi di Dueville: Bosco di Dueville, Sega, Villanova, Reonda, Grumello, Sant'Anna, Ca' Bassa, Marascare, Corvo, Santa Fosca, Carlesse, Barcon
Nei pressi di Povolaro: Chiuppese, Pilastroni, Trescalini, Rozzola, Astichelli, Astico Antico, Le vegre, Borgosucco, Molinetto
Nei pressi di Passo di Riva: Fornaci
Nei pressi di Vivaro: Villa Milana, Casoni, Buseca

## Infrastrutture e trasporti

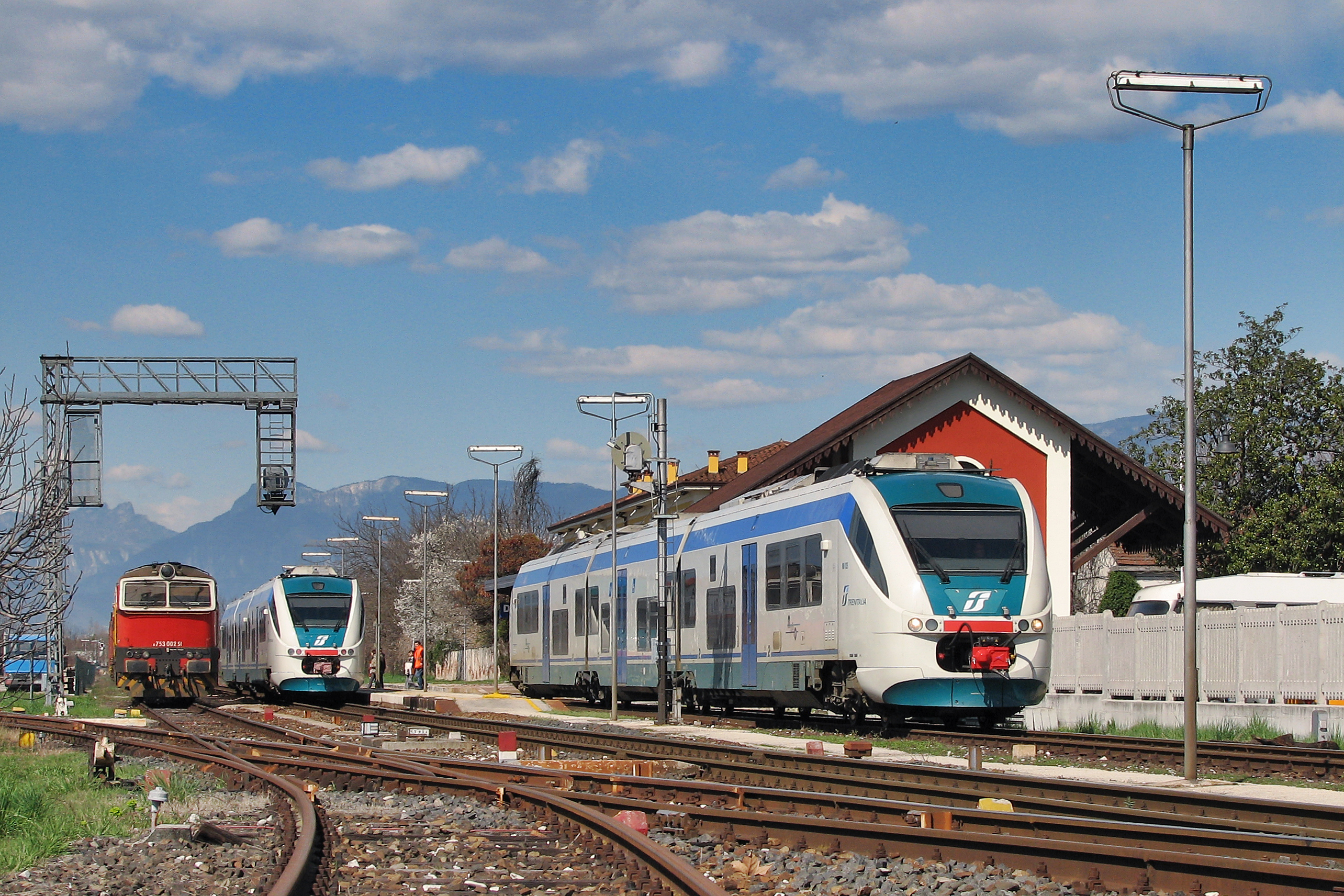
La stazione ferroviaria di Dueville

Dueville è servita dalla strada statale SS 248 e dall'omonima uscita dell'Autostrada A31.
La stazione ferroviaria è posta lungo la ferrovia Vicenza-Thiene-Schio ed è servita da treni regionali operati da Trenitalia nell'ambito del contratto di servizio stipulato con la Regione Veneto.
La località è inoltre servita da alcuni autoservizi della Società Vicentina Trasporti (SVT).

## Amministrazione

### Sindaci dal 1946
|                                                      | Umberto Bagarella   | Democrazia Cristiana               | 1946-1963        | 1946   |
| 1951                                                 | Umberto Bagarella   | Democrazia Cristiana               | 1946-1963        |        |
| 1956                                                 | Umberto Bagarella   | Democrazia Cristiana               | 1946-1963        |        |
| 1960                                                 | Umberto Bagarella   | Democrazia Cristiana               | 1946-1963        |        |
|                                                      | Ennio Bagarella     | Democrazia Cristiana               | 1963             | (1960) |
|                                                      | Luigi Marola        | Democrazia Cristiana               | 1963-1964        | (1960) |
|                                                      | Umberto Bagarella   | Democrazia Cristiana               | 1964-1965        | 1964   |
|                                                      | Orfeo Bertazzo      | Democrazia Cristiana               | 1965-1970        | (1964) |
|                                                      | Giusto Livio Sanson | Democrazia Cristiana               | 1970-1975        | 1970   |
|                                                      | Giovanni De Bortoli | Democrazia Cristiana               | 1975-1980        | 1975   |
|                                                      | Antonio Tonellotto  | Democrazia Cristiana               | 1980-1985        | 1980   |
|                                                      | Antonio Bassan      | Democrazia Cristiana               | 1985-1990        | 1985   |
|                                                      | Antonio Rigon       | Partito Socialista Italiano        | 1990-1994        | 1990   |
|                                                      | Emanuela Tonini     | Partito Democratico della Sinistra | 1994-1995        | (1990) |
| Sindaci eletti direttamente dai cittadini (dal 1995) |                     |                                    |                  |        |
|                                                      | Emanuela Tonini     | Centro-sinistra                    | 1995-1999        | 1995   |
|                                                      | Antonio Tonellotto  | Centro-destra                      | 1999-2004        | 1999   |
|                                                      | Giuseppe Bertinazzi | Centro-sinistra                    | 2004-2014        | 2004   |
| 2009                                                 | Giuseppe Bertinazzi | Centro-sinistra                    | 2004-2014        |        |
|                                                      | Giusy Armiletti     | Centro-sinistra                    | 2014-2024        | 2014   |
| 2019                                                 | Giusy Armiletti     | Centro-sinistra                    | 2014-2024        |        |
|                                                      | Giuliano Stivan     | Centro-destra                      | 2024 - in carica | 2024   |

### Gemellaggi
- Calatayud, dal 1989
- Schorndorf, dal 1998
- Tulle, dal 2008
- Lousada

### Altre informazioni amministrative
Nel 2012, il comune di Dueville ha aderito alla lista dei comuni gemellati con la fondazione "Città della Speranza".